# فرودگاه بین‌المللی پلن دو گوادلوپ
فرودگاه بین‌المللی پلن دو گوادلوپ (به انگلیسی: Plan de Guadalupe International Airport) (به زبان بومی: Aeropuerto Internacional Plan de Guadalupe) یک فرودگاه همگانی با کد یاتا SLW است که یک باند فرود آسفالت دارد و طول باند آن ۲۸۹۷ متر است. این فرودگاه در شهر سالتییو کشور مکزیک قرار دارد و در ارتفاع ۱۴۵۶ متری از سطح دریا واقع شده است.

## شرکت‌های هواپیمایی و مقصدهای پروازی
| شرکت‌های هواپیمایی | مقصدهای پروازی |
| ----------------- | -------------- |
| آئرومکزیکو کانکت  | مکزیکو سیتی    |

### Cargo airlines
| شرکت‌های هواپیمایی | مقصدهای پروازی                                      |
| ----------------- | --------------------------------------------------- |
| آئروناوس تی‌اس‌ام   | Various destinations around North and South America |
| Bax Global        | Ohio State                                          |
| دی‌اچ‌ال            | سن آنتونیو، متروپولیتن شهرستان وین دیترویت          |